# Shaun Tan
Shaun Tan és un il·lustrador i escriptor australià de llibres per a nens. El 2011 va rebre el Premi Memorial Astrid Lindgren i l'Oscar al millor curtmetratge d'animació, per l'adaptació de la seva obra The Lost Thing. Altres treballs seus com a il·lustrador són L'arbre vermell (obra traduïda al català) i la novel·la gràfica The Arrival.

## Obra
Com a escriptor i il·lustrador
- Creature (2022)
- Eric (2020)
- Dog (2020)
- Tales from the Inner City (2018)
- Cicada (2018)
- The Singing Bones (2016)
- The Oopsatoreum: inventions of Henry A. Mintox, with the Powerhouse Museum (2012)
- The Bird King and other sketches (2011)
- Rules of Summer (àlbum il·lustrat), (2013)
- Tales from Outer Suburbia (Contes de la perifèria, obra traduïda al català[3]) (conte fantàstic, diversos relats il·lustrats), (2008)
- The Arrival (novel·la gràfica amb estil historieta sense paraules), (2006)
- The red tree (L'arbre vermell, obra traduïda al català[4]) (conte fantàstic il·lustrat), (2001)
- The Lost Thing (La cosa perduda, obra traduïda al català[5]) (conte fantàstic completament il·lustrat), (1999),
- The Playground (1997)

Com a il·lustrador
- The Pipe, escrit per James Moloney (1996)
- The Stray Cat, escrit per Steven Paulsen (1996)
- The Doll, escrit per Janine Burke (1997)
- The Half Dead, escrit per Garry Disher (1997)
- The Viewer, escrit per Gary Crew (1997)
- The Rabbits, escrit per John Marsden (1998)
- The Hicksville Horror, escrit per Nette Hilton (1999)
- The Puppet, escrit per Ian Bone (1999)
- Memorial, escrit per Gary Crew (1999)
- Pretty Monsters, escrit per Kelly Link (2008)

Curtmetratge
- The Lost Thing Pel·lícula d'animació en DVD), (2011)